# فرانك ر. داي
فرانك ر. داي (بالإنجليزية: Frank R. Day)‏ هو سياسي أمريكي، ولد في 1853، وتوفي في 1899.